# Херсман, Вернер
Фридрих Вильгельм Пауль Вернер Херсман (нем. Friedrich Wilhelm Paul Werner Hersmann; 11 сентября 1904, Дуйсбург, Германская империя — 17 октября 1972, Кёльн, ФРГ) — штурмбаннфюрер СС, начальник секции СД в Тильзите, руководитель зондеркоманды 11a в составе айнзацгруппы D.

## Биография
Вернер Херсман родился 11 сентября 1904 года в семье инженера-металлурга Пауля Херсмана и его жены Паулы. Его родители развелись спустя четыре года после его рождения. Его мать снова вышла замуж, но позже развелась. Херсман посещал во Франкфурте-на-Майне среднюю школу и реальное училище, получив в 1919 году среднее общее образование. До начала 1921 года работал практикантом на двух машиностроительных заводах во Франкфурте-на-Майне. Два семестра учился в техникуме в Бингене и пять семестров — в техникуме во Фридберге. В это время Херсман состоял в союзе викингов. С 1924 по 1928 год работал в разных фирмах в качестве инженера, владельца кинотеатра и машиниста в фирме Mitteldeutschen Wegebau GmbH в Веймаре. До 1930 года был безработным.
1 сентября 1930 года вступил в НСДАП (билет № 298562). В ноябре 1930 года присоединился к Штурмовым отрядам (СА). 1 апреля 1931 года был зачислен в ряды СС (№ 9416). С октября 1930 по 1 апреля 1932 года был казначеем окружного руководства НСДАП, а потом главным казначеем и бухгалтером при руководстве гау в Тюрингии. С 1 января 1934 года по 1935 год занимал должность администратора суда в гау в Веймаре. 9 мая 1935 года женился, в браке родилось четверо детей. В марте 1936 года стал начальником штаба секции СД сначала в Эрфурте, потом — в Веймаре. В 1937 году вышел из евангелической церкви.
В марте 1941 года был переведён в Тильзит, где стал начальником секции СД. На этой должности, будучи членом айнзацкоманды «Тильзит», участвовал в расстреле евреев и коммунистов в Клайпедском крае. В мае 1942 года Херсман был переведён в айнзацгруппу D. С декабря 1942 по май 1943 года возглавлял зондеркоманду 11a. Под его руководством подразделение вело антипартизанскую борьбу на территории Пинских болот. 17 марта 1943 года был ранен в окрестностях Ворошиловска. Впоследствии был переведён в Боснию и Герцеговину в Баня-Луку, где стал командиром полиции безопасности и СД. Здесь до октября 1943 года в его задачи также входила борьба с партизанским движением. В конце 1943 года был переведён в Главное управление имперской безопасности (РСХА) с поручением создать зондеркоманду особого назначения в восточно-прусском городе Конице. После периода обучения зондеркоманда действовала в Словении. В начале 1944 года зондеркоманда особого назначения № 15 была отправлена в Словакию. В феврале 1945 года подразделение было расформировано, а Херсман отозван в Берлин. В дальнейшем был отправлен в 38-ю гренадёрскую дивизию СС «Нибелунги». Потом присоединился вместе с 35-ю сотрудниками секции СД в Веймаре к боевой группе Труммлера, действовавшей в Баварии. 28 апреля 1945 года принимал участие в расстреле 5 гражданских лиц в Альтэттинге.

### После войны
По пути в Тюрингию 8 июня 1945 года в городе Бад-Зульца был арестован американскими войсками и до августа 1948 года содержался в лагере для интернированных в Дармштадте. 21 сентября 1950 года суд присяжных в Траунштайне за расстрел пяти гражданских лиц в Альтэттинге приговорил его к восьми годам каторжной тюрьмы и потере гражданских прав сроком на пять лет. В конце 1954 года его наказание было заменено на условный срок и 30 ноября 1954 года Херсман был освобождён. До октября 1955 года работал в Дюссельдорфе в организации «Тихая помощь», помогавшей нацистским преступникам. Впоследствии до февраля 1956 года был безработным. С 1 февраля 1956 года работал торговым представителем в одной из фирм во Франкфурте-на-Майне. 29 октября 1956 года был арестован. 29 августа 1958 года земельным судом Ульма за пособничество в убийстве в 1656 случаях был приговорён к 15 годам каторжной тюрьмы. Кроме того, он был на 10 лет лишён гражданских прав. 22 декабря 1961 года был освобождён досрочно.